# Japanse boszanger
De Japanse boszanger (Phylloscopus xanthodryas) is een zangvogel uit de familie Phylloscopidae. 

## Verspreiding en leefgebied
Deze soort is endemisch in Japan, behalve in Hokkaido.